# Swetlin Russew
Swetlin Waltschew Russew (gebräuchliche Transkription: Svetlin Valchev Rusev; Bulgarisch Академик Светлин Вълчев Русев; * 14. Juni 1933 in Wurbiza bei Plewen; † 26. Mai 2018) war ein bulgarischer Maler.

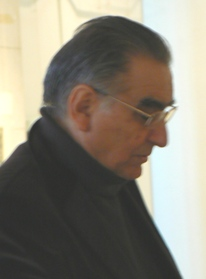
Swetlin Russew

## Leben
Russew studierte seit 1955 an der Nationalen Akademie der Schönen Künste in Sofia. Seinen Abschluss erreichte er 1959 als Schüler von Detschko Usunow. Im Jahr 1961 erhielt er die Goldmedaille einer Ausstellung junger Künstler in Sofia. Zwischen 1973 und 1985 war er Vorsitzender des Verbands der bulgarischen Maler. Von 1985 bis 1988 war er Direktor der Nationalen Kunstgalerie in Sofia. Seit 2003 Mitglied der Bulgarischen Akademie der Wissenschaften. Außerdem ist er Mitglied der Russischen Akademie der Wissenschaften und des Salons Nika-Kei in Tokio.
Seine Bilder sind in vielen Galerien und privaten Kunstsammlungen rund um die Welt. Russew selbst vermachte 1984 einen Großteil seiner Werke seiner Heimatstadt. Die Stadt Pleven erbaute ein eigenes Museum für seine Kunstsammlung, wo sie in einer Dauerausstellung zu sehen ist. Russev lebt und arbeitet heute in Sofia. Seine Werke sind auch die Außen- und Innenmalereien in der Kirche „Heilige 40 Märtyrer“ in der Burg Zarewez in Weliko Tarnowo und in der von Baba Wanga gesegneten Kirche „Sweta Petka“. in dem Kloster Rupite, bei Petritsch. Er selbst galt als großer Kunstliebhaber und Sammler.